# Olympiodore le Jeune
Pour les articles homonymes, voir Olympiodore.
Olympiodore le Jeune ou Olympiodore d'Alexandrie le Jeune, dit aussi Olympiodore le Néoplatonicien ou Olympiodore le Commentateur, est un philosophe alexandrin néoplatonicien du VIe siècle (né entre 495 et 505, mort après 565), ainsi qu'un astrologue. Son nom (Alexandrie est romaine de 47 av. J.-C. jusqu'en 616 ap. J.-C.) est en latin : Olympiodorus Alexandrinus ou Olympiodorus Philosophus. Il ne doit pas être confondu avec un autre Olympiodore d'Alexandrie : Olympiodore l'Ancien, philosophe aristotélicien qui enseignait à Alexandrie et fut vers 430 le professeur de Proclos.

## Vie
Olympiodore fut à Athènes disciple de Damascios le Diadoque avant 529, date à laquelle Justinien Ier ferma l'école néoplatonicienne d'Athènes. Il fut le disciple à Alexandrie d'Ammonios, fils d'Hermias. Il obtint une chaire en 541 à Alexandrie. Il admirait Proclos. Il eut pour disciples l'Arménien David et Hélias, autres commentateurs. Il fut le dernier scolarque, recteur, de l'école néoplatonicienne d'Alexandrie. Il était actif vers 550[réf. nécessaire].

## Œuvre
Seule une partie de son œuvre est conservée sous forme de notes de cours de ses élèves.
Cette œuvre comprend une biographie de Platon, des commentaires sur les dialogues de Platon (Phédon, Gorgias, Philèbe et Alcibiade), ainsi que sur des traités d'Aristote (Catégories, Météorologiques). On y trouve des informations sur les premiers néoplatoniciens Jamblique et Damascius.
En outre, un commentaire à l'Introduction à l'astrologie de Paul d'Alexandrie, écrit en 378, a été attribuée à Olympiodore par L. G. Westerink,.

## Philosophie
Olympiodore le Jeune semble anti-chrétien, au point, par exemple, de justifier le suicide.
« La seule innovation qu'apporte Olympiodore dans la tradition néoplatonicienne réside dans le mode d'exposition. Il est le premier à composer ses commentaires sur un modèle scolaire, les divisant en praxis (cours). Chaque praxis est elle-même constituée de deux parties : la théôria (interprétation globale du texte commenté) et la lexis (explication mot à mot) ».
Il oppose chez les néoplatoniciens les contemplatifs aux théurgistes : « Beaucoup, comme Porphyre et Plotin, préfèrent la philosophie, d'autres, comme Jamblique, Syrianos et Proclos, préfèrent la théurgie (ιερατική). »,

## Olympiodore le Jeune et/ou Olympiodore l'Alchimiste
Olympiodore le Jeune est parfois identifié avec Olympiodore l'Alchimiste,,, dont le commentaire sur le De l'énergie de Zosime de Panopolis est attribué à « Olympiodore le philosophe alexandrin ». Il y a des ressemblances entre ce texte et le commentaire sur les Météorologiques d'Aristote, mais il semble aujourd'hui plus probable qu'il s'agisse d'une pseudépigraphie.

### Textes
Peu de traductions en français.
Le Commentaire sur le Philèbe a pour auteur Damascios, et non Olympiodore.
- Commentaire sur le 'Gorgias' de Platon, édi. par Leendert G. Westerink, In Platonis 'Gorgiam' commentaria, Leipzig, Teubner, 1936, rééd. Hildesheim, G. Olms, 1966.
- Commentaire sur le 'Phédon' de Platon : William Norvin, In Platonis Phaedonem commentaria, Georg Olms, 1913, 272 p. ; édi. et trad. an. par Leendert G. Westerink,The Greek commentaries on Plato's 'Phaedo' , volume I : Olympiodorus, Amsterdam, North-Holland Publ. Co., 1976, 204 p.
- Commentaire sur le 'Premier Alcibiade' de Platon (après 527), édi. par Leendert Gerrit Westerink, In Platonis Alcibiadem commentarii. Commentary on the 'First Alcibiades' of Plato / Olympiodorus ; critical text and indices by L. G. Westerink, Amsterdam, North-Holland Publishers Co., 1956. Trad. partielle en fr. : Alain Philippe Segonds, Sur le Premier Alcibiade de Platon, Paris : Les Belles Lettres. 2 tomes : 1985, 1986. [clix]-474 p. Coll. « Collection des universités de France, tome I, Le Commentaire d'Olympiodore, p. lxix-civ. - Contient une Vie de Platon.
- Commentaire sur les 'Catégories' d'Aristote, édi. par A. Busse : Prolegomena et in Categorias commentarium, coll. "Commentaria in Aristotelem Graeca" (CAG), t. XII, 1, Berlin, édi. par G. Reimer, 1902.
- Commentaire sur les 'Météorologiques' d'Aristote, édi. par Wilhelm Stüve : In Aristotelis 'Meteorologica' commentarii, coll. "Commentaria in Aristotelem Graeca" (CAG), t. XII, 1, Berlin, édi. par G. Reimer, 1900. Trad. fr. in Cristina Viano, La Matière des choses. Le livre IV des 'Météorologiques' d'Aristote et son interprétation par Olympiodore, Vrin, 2006, 416 p.
- Commentaire sur Paul d'Alexandrie : In Paulum Alexandrinum Commentarium, édi. par E. Boer, Leipzig, Teubner, 1962. Paul d'Alexandrie (vers 378) est l'auteur d'un manuel d'astrologie, Introduction élémentaire.

### Études
(par ordre alphabétique)
- Encyclopédie philosophique universelle, vol. III : Les Œuvres philosophiques, t. 1 : Philosophie occidentale, PUF, 1992, p. 742-543 : "Olympiodore d'Alexandrie".
- Sebastian R. P. Gertz, Death and Immortality in Late Neoplatonism: Studies on the Ancient Commentaries on Plato's Phaedo, Leyde, Brill, 2011.
- Richard Goulet (dir.), Dictionnaire des philosophes antiques, CNRS éditions, t. IV, p. 769-771.
- François Renaud, "Tradition et critique : lecture jumelée de Platon et Aristote chez Olympiodore", dans Martin Achard et François Renaud (éds.), Le commentaire philosophique (I), Laval théologique et philosophique, 64.1, 2008, p. 89-104.
- François Renaud, "Perspective pédagogique et exégèse de l'implicite chez les néoplatoniciens tardifs : le cas d'Olympiodore d'Alexandrie", dans Martin Achard et al. (éds.), Perspectives sur le néoplatonisme. Actes du colloque de l'International Society for Neoplatonic Studies, Québec, Presses de l'Université Laval, p. 137-152.
- Olympiodorus by Christian Wildberg, Stanford Encyclopedia of Philosophy
- William Smith (dir.) Dictionary of Greek and Roman Biography and Mythology (1870), vol. 3, p. 23-24
- Raymond Vancourt, Les Derniers Commentateurs alexandrins d'Aristote. L'école d'Olympiodore, Lille, 1911.
- Cristina Viano, La Matière des choses : le livre IV des 'Météorologiques' d'Aristote et son interprétation par Olympiodore, Paris, Librairie philosophique J. Vrin, 2006, 520 p.